# 曾雍雅
曾雍雅（1917年6月—1995年3月16日）。曾用名曾水福，男，江西于都人，中国人民解放军开国少将。曾任中国共产党第九届中央委员会候补委员，第五届全国政协委员。

## 生平
曾雍雅是江西于都梓山乡固院村人。

### 抗战前
1932年2月加入中国共产主义青年团。1932年12月转入中国共产党。任红1军团第3军7师通讯员、宣传员、宣传分队长，1934年5月任补充1师6团政治处青年干事、指导员。1934年7月任红1军团保卫局指导员。参加了长征。1934年11月任红1军团政治部青年巡视组组长，1935年1月任红1军团2师5团连长、指导员，1935年5月任2师工兵连指导员，1935年秋任红1军团供给部管理员，宣传队分队长，1935年12月任红1军团政治部破坏部干事，1937年2月任抗日军政大学排长。

### 抗日战争时期
八路军115师独立团敌工股股长、晋察冀军区第1军分区敌工科科长、广灵县县长兼县委书记。1939年冬任第1军分区3支队支队长兼政委。1941年2月任1分区第2区队长。1942年9月任第1军分区第3区队区队长。1943年9月任34团政委。1945年2月任冀东军区第14军分区副司令员兼参谋长。

### 第二次国共内战时期
1945年9月至1946年7月任冀东军区第14分区司令员暨冀东军区独立第11旅旅长（1945年11月至1946年3月兼），指挥了1946年1月上旬的古北口保卫战。
1946年7月至1946年12月冀东军区独立第12旅旅长兼政委。1946年12月-1947年8月冀东军区独立第10旅旅长，指挥攻克武清、通县、昌黎等县城。
1947年8月至1948年11月东北民主联军第9纵队第25师师长。
1948年11月至1950年11月第四野战军第46军第136师师长。

### 中华人民共和国时期
1950年11月至1951年10月任中国人民解放军第46军副军长兼136师师长。
1951年10月至1952年1月任第49军副军长。
1952年参加抗美援朝，1952年9月至1953年6月任志愿军46军副军长、1953年6月至1954年4月任50军副军长，1954年4月至1955年4月任第50军第一副军长兼党委书记。获朝鲜二级国旗勋章。1955年4月回国后，任50军代军长（至1957年6月）。
1955年被授予少将军衔。获叁级八一勋章、二级独立自由勋章、一级解放勋章。
1960年5月毕业于解放军高等军事学院基本系。1960年5月至1963年7月任第40军军长。1963年8月至1963年11月沈阳军区副参谋长。
1963年11月至1968年9月任西藏军区副司令员兼军区党委副书记，在张国华在内地治病时主持军区日常工作，1965年1月至1965年8月任西藏工委常委，1965年9月至1967年12月任中共西藏区委常委。
1968年8月28日任西藏军区司令员、党委第一书记，西藏自治区革命委员会主任，自治区革委会党的核心小组组长。是开国少将中第一个任大区司令员。1969年4月中共九大当选候补中央委员。
1970年11月调任沈阳军区副司令员（据说这是林彪下达一号通令后，毛泽东根据康生的建议，将曾雍雅调离边疆），1971年2月到职。
1975年8月改任沈阳军区顾问。1978年2月担任第五届全国政协委员。1982年正大区级离休。
1988年获一级红星勋章。
1995年去世。葬于河北省易县世界华侨陵园中的将军园。

## 家庭
- 夫人：张淑英
- 子：曾安东
- 女：曾南萍、曾莹。